# Alexandre Roulin
Alexandre Roulin, né le 14 mars 1968 à Payerne, est un biologiste ornithologue et professeur universitaire suisse. Depuis 2016, il est professeur ordinaire de la faculté de biologie et de médecine de l'Université de Lausanne.

## Biographie
Alexandre Roulin nait à Payerne en 1968. Il effectue tout d'abord un apprentissage de dessinateur en génie civil en 1989, avant de s'inscrire au gymnase du soir et d'obtenir un certificat de maturité gymnasiale. Il obtient ensuite un master en biologie avec spécialisation en zoologie en 1997 à l'Université de Berne, et poursuit ensuite ses études avec un doctorat obtenu dans la même institution en 1999,.
Sa recherche lui vaut l'obtention de bourses de l'Université de Cambridge au Royaume-Uni (2000-2003) et de l'Université de Montpellier en France (2003-2004). En 2008, il obtient un poste en  tant que professeur associé au Département d'écologie et évolution (DEE) de l'Université de Lausanne, qu'il gardera jusqu'en 2016 avant d'être nommé professeur ordinaire. Entre 2019 et 2021, il est vice-doyen associé de la faculté de biologie et de médecine.
En mai 2019, Roulin a l'occasion de rencontrer le pape François pour lui présenter "chouettes de la paix", un projet développé en collaboration avec des chercheurs israéliens, palestiniens et jordaniens et contribuant au dialogue entre les populations en conflit au Moyen-Orient,. En 2020, il publie son ouvrage Barn Owls, Evolution and Ecology. En 2021, c'est le tour de L'effraie des clochers : description, comportement, vie sociale,. Une année plus tard, il est décoré du prix Champion of Owls Award lors du festival international de la chouette à Houston et rejoint le World Owl Hall of Fame,. En 2024, il publie un nouveau livre, "Ma vie de chouette", aux éditions de la Salamandre.